# أولي (خدا أفرين)
أولي هي قرية في مقاطعة خدا أفرين، إيران. عدد سكان هذه القرية هو 300 في سنة 2006.